# Station Westgate-On-Sea
Westgate-On-Sea is een spoorwegstation van National Rail in Westgate-on-Sea, Thanet in Engeland. Het station is eigendom van Network Rail en wordt beheerd door Southeastern. Het station is geopend in 1871.